# Lac Windermere (Angleterre)
Pour les articles homonymes, voir Windermere.
Le lac Windermere (en anglais : Windermere Lake) est un lac situé dans le comté de Cumbria en Angleterre, dans le parc national du Lake District. C'est le plus grand lac naturel d'Angleterre avec une superficie de 14,73 km2. Les trois villes touristiques de Windermere, Bowness-on-Windermere et Ambleside sont situées près de sa côte orientale
Le lac Windermere est un lac glaciaire rubaniforme. Quelques petites rivières et ruisseaux l'alimentent, dont le Brathay, le Rothay, le Trout Beck et le Cunsey Beck. Son émissaire est le Leven qui coule jusqu'à la mer d'Irlande dans la baie de Morecambe. Le lac compte dix-huit îles.
Historiquement, le lac était divisé entre deux comtés ; le côté occidental était situé dans le Furness, une partie détachée du Lancashire, tandis que le côté oriental appartenait au comté de Westmorland.

## Culture populaire
Le lac abriterait le cousin anglais du monstre du Loch Ness. En effet, certaines personnes affirment y observer des phénomènes étranges. Le monstre aurait même été photographié.

## Sport
Le lac est propice à de nombreux sports aquatiques. Il existe notamment une compétition de nage en eau libre appelée Windermere One Way (WOW) qui consiste en une traversée du lac à la nage sur 11 miles (17,7 km) ou encore le Two-Way Windermere (2WW), organisé par la British Long Distance Swimming Association (BLDSA), où il s'agit d'un aller-retour depuis Waterhead près d'Ambleside sur 21 miles (33,8 km). Le 2WW est une bonne préparation pour les candidats solo de la Traversée de la Manche à la nage.